# 堺市立八田荘中学校
堺市立八田荘中学校（さかいしりつ はったしょうちゅうがっこう）は、大阪府堺市中区にある公立中学校。
当時日本でも最大規模のマンモス校となっていた堺市立上野芝中学校の過密を解消するために、1980年に同校から分離して開校した。

## 沿革
- 1980年4月1日 - 堺市立上野芝中学校より分離創立。
- 1980年6月25日 - 開校式およびプール竣工式を実施。
- 1982年2月27日 - 校歌を発表。

## 通学区域
- 堺市立八田荘小学校と堺市立八田荘西小学校の通学区域。
  - 堺市中区 毛穴町、八田寺町、八田北町、八田南之町、八田西町

## 交通
- JR阪和線 鳳駅から東南東へ30分
- JR阪和線 津久野駅から南南東へ30分
- 南海泉北線 深井駅から西へ25分
- 南海バス八田北町バス停
  - 南海泉北線深井駅（西）3番乗り場から津久野駅前行き
  - JR阪和線津久野駅前3番乗り場から深井駅行き